# Gli zaffiri di Kim
Gli zaffiri di Kim (The Flapper) è un film muto del 1920 diretto da Alan Crosland e interpretato da Olive Thomas. Tra le comparse, anche le sorelle Athole e Norma Shearer.
È stato il primo film a portare sullo schermo il personaggio della flapper (termine che in Italia verrà tradotto con il termine "maschietta"), codificato da questa storia scritta da Frances Marion.

## Trama
Genevieve Ginger King è una ragazza di sedici anni che vive a Orange Springs, in Florida, dove prendere una bibita con un ragazzo è fonte di scandalo. Suo padre, che vuole tenerla sotto controllo, la spedisce in un pensionato per ragazze tenuto dalla terribile signora Paddles. Insofferente del regime militaresco che regna nella scuola, annoiata da Bill, il suo fidanzatino ligio ai doveri e alla forma, Ginger scalpita. La disciplina della scuola è molto rigida, ma le ragazze trovano tutti i sistemi per tenersi al corrente delle nuove mode e dello stile delle flapper.
Oggetto dei sogni romantici delle ragazze è Richard Channing, più vecchio di loro e, di conseguenza, affascinante. Quando Richard chiede alla sedicenne Ginger quanti anni ha, lei mente, dichiarando di avere "quasi" vent'anni. E si innamora di Richard.
La ragazza si mette nei guai con la direttrice della scuola quando sgattaiola fuori per andare a una festa al country club, dove incontrerà Richard.

Ortensia, una delle altre studentesse, ne denuncia la fuga, perché vuole che la direttrice se ne vada fuori dai piedi, in modo da poter derubare la scuola e scapparsene con il suo fidanzato, Thomas Morran.

Ginger si reca in un albergo di New York, dove trova Hortense e Thomas. I due le appioppano delle valigie che contengono la refurtiva, oggetti di valore, vestiti e gioielli. In possesso di quelle meraviglie, Ginger pensa di usarle per conquistare Richard.
A casa, si presenta a Richard vestita come una vamp, posando a donna di mondo. Ma, quando il padre le chiede conto di come sia venuta in possesso di quegli abiti di lusso e di quei gioielli, non può far altro che confessare che si tratta di uno scherzo.
Nessuno però le crede: i detective sulle tracce della refurtiva la accusano di furto e sia Bill che Richard credono che Ginger sia diventata ormai una cattiva ragazza. Quando riappaiono i veri ladri, che verranno smascherati, Ginger si rende conto che Bill, pur se noioso, è anche un bravo ragazzo. E ritorna da lui.

## Produzione
Il film fu prodotto dalla Selznick Pictures Corporation.

### Sul film
Frances Marion scrisse la sceneggiatura, che introdusse il termine flapper nella cultura popolare americana.
Olive Thomas avrebbe continuato a incarnarla sullo schermo, se non fosse morta prematuramente lo stesso anno.
Nel film ci sono molti afro-americani ma solo in ruoli di domestici o di musicisti, senza alcuna parte recitativa.
La messa in scena fu per quei tempi all'avanguardia, sotto una apparenza di commedia romantica. Gli avvenimenti della vita di Ginger sono presentati in una bobina con uno stile documentario alla fine del film. Questo procedimento sarà ripreso in Quarto potere di Orson Welles.

## Distribuzione
Distribuito dalla Select Pictures Corporation, il film uscì nelle sale statunitensi il 10 maggio 1920. In Italia uscì nel 1925.
Il lungometraggio è uno dei pochi film di Olive Thomas ancora esistenti. Copia del film viene conservata negli archivi dell'International Museum of Photography and Film al George Eastman House. È uscito in DVD nel 2005 nel cofanetto The Olive Thomas Collection.

### Data di uscita
- Stati Uniti: 10 maggio 1920
- Stati Uniti: 26 aprile 2005  DVD

Alias
- Dangerous Paradise  (titolo originario)